# Saurauia wildemanii
Saurauia wildemanii är en tvåhjärtbladig växtart som beskrevs av Buscalioni. Saurauia wildemanii ingår i släktet Saurauia och familjen Actinidiaceae. Inga underarter finns listade i Catalogue of Life.